# 外貨建取引等会計処理基準
外貨建取引等会計処理基準（がいかだてとりひきとうかいけいしょりきじゅん）とは、企業会計審議会（金融庁長官の諮問機関）より公表された、外貨建取引に関する原則、基準である。財務諸表作成にあたり必要な外国通貨で表示される財務諸表項目の円換算方法についての指針が示されている。

## 制度の概要
主な要点は以下の通りである。

### 1.換算相場（換算レート）
以下3種類の為替相場に区分され、各財務諸表項目ごとに定められた為替レートを用いて円換算する。なお、決算時の為替相場については、時価を有する資産や現預金金銭債権などに用いられる。
1. 決算時の為替相場（CR：Current Rate）：決算期末における為替相場。
2. 期中平均相場（AR：Average Rate）：決算期末月もしくは半期等を算定期間とする為替相場の平均値。
3. 取引発生時の為替相場（HR：Historical Rate)

### 2.換算方法（個別財務諸表）
換算によって生じた換算差額は、当期の為替差損益（収益・費用）として処理する。
1. 費用及び収益は、計上時の為替相場（HR）にて換算するが、期中平均相場（AR）による換算も認められる。
2. 資産及び負債のうち、時価を有する資産や現預金、金銭債権及びデリバティブ取引等に係る項目については、毎決算時の為替相場（CR）を認識する必要がある。
  1. ①現金及び預金②金銭債権③デリバティブ取引等の金融商品[1]及び④有価証券（除く子会社・関連会社株式）については決算時の為替相場（CR）にて換算する[2]。
  2. ④子会社・関連会社株式については、取得時の為替相場（HR）にて換算する。
  3. ⑤時価を有する棚卸資産については、取引発生時の為替相場（CR）にて換算する。
  4. 「前払費用」「前受金」等の⑥費用性資産（⑤時価を有する棚卸資産を除く）及び⑦収益性負債については、取引発生時の為替相場（HR）にて換算する。[3]

### 3.在外子会社等の換算方法（連結財務諸表）
連結財務諸表上合算対象となる子会社財務諸表が外国通貨で表示される場合、連結決算上円換算が必要となる。なお、換算によって生じた換算差額は、為替換算調整勘定（純資産）に計上する。
1. 費用及び収益は、原則として期中平均相場（AR）を用いる[4]。
2. 資産及び負債は、決算時の為替相場（CR）を用いる。
3. 純資産は、取引発生時の為替相場（HR）を用いる（ただし、繰越利益剰余金は期中平均相場（AR）を用いる）。

## 脚註
1. ↑  ただし、ヘッジ会計を適用する場合には、金融商品に係る会計基準における「ヘッジ会計の方法」によるほか、当分の間、為替予約等により確定する決済時における円貨額により外貨建取引及び金銭債権債務等を換算し直物為替相場との差額を期間配分する方法（振当処理）によることができる。
2. ↑  なお、②金銭債権については、決済時に改めて決済時点の為替相場（HR）で換算の上、原則として金銭債権発生時（CR）との差分を当期の為替差損益として処理する。
3. ↑  したがって、これらの項目については、決算時の為替相場（CR）による換算替と為替差損益の認識は不要である。
4. ↑  例外処理として、決算時の為替相場（CR）による換算も認められる。